# Cornonannus
Cornonannus is een geslacht van wantsen uit de familie van de Schizopteridae. Het geslacht werd voor het eerst wetenschappelijk beschreven door Luo in Gong & Xie.

## Soorten
Het genus is monotypisch en bevat alleen de volgende soort:

- Cornonannus bui Luo, Gong & Xie, 2022